# Полисский, Николай Владимирович
Никола́й Влади́мирович Поли́сский (Дядя Коля; род. 5 января 1957, Москва) — советский художник, российский современный художник, скульптор, живописец, педагог. До 2000 года занимался преимущественно пейзажной живописью. Единственный московский участник начального состава ленинградской арт-группы «Митьки». Полностью отойдя в 1997 году от «Митьков», в 2000 году в возрасте 43 лет начал заниматься ленд-артом, став самым известным представителем этого жанра в России. Некоторые из работ Полисского можно отнести к паблик-арту, инсталляциям и скульптуре. Значительная часть ленд-артовских и других проектов сделана Полисским в деревне Никола-Ленивец Калужской области совместно с созданными им Никола-Ленивецкими промыслами и находится (или находилась до уничтожения) на территории парка «Никола-Ленивец». Основатель фестиваля «Архстояние», от которого впоследствии дистанцировался.

## Биография
Родился в семье профессионального военного. Школьные летние каникулы проводил в Завидове. После окончания школы три года подряд пытался поступить в Московское высшее художественно-промышленное училище (бывшее Строгановское), «но попасть в Строгановку в те времена было нереально», поэтому в 1977 году поступил в Ленинградское высшее художественно-промышленное училище имени В. И. Мухиной («Муху»).
В 1982 году окончил факультет керамики Училища имени В. И. Мухиной, где учился в одной группе с Александром Флоренским, одним из будущих основателей «Митьков». Там же познакомился с другим будущим основателем «Митьков» — Дмитрием Шагиным, по уменьшительному имени которого была названа вся арт-группа. В 1985 году Полисский стал первым и единственным московским участником начального состава ленинградских «Митьков». Вторым московским «митьком» чуть позже стал Константин Батынков, после чего появилась «московская фракция» «Митьков».
Я был главой московской фракции. Знаете — Минин, Пожарский, Полисский, Батынков… Когда мы, москвичи, появились, питерские митьки решили, что нужно занять оборону. У них были большие планы относительно утверждения собственного величия. Митьки, конечно, не собирались победить весь мир, но очень рассчитывали, что именно так и произойдет. Поэтому им всё время нужно было быть в Москве. Мы, в свою очередь, пытались устроить революцию, Митьку [Шагина] превратить в английскую королеву и захватить власть.

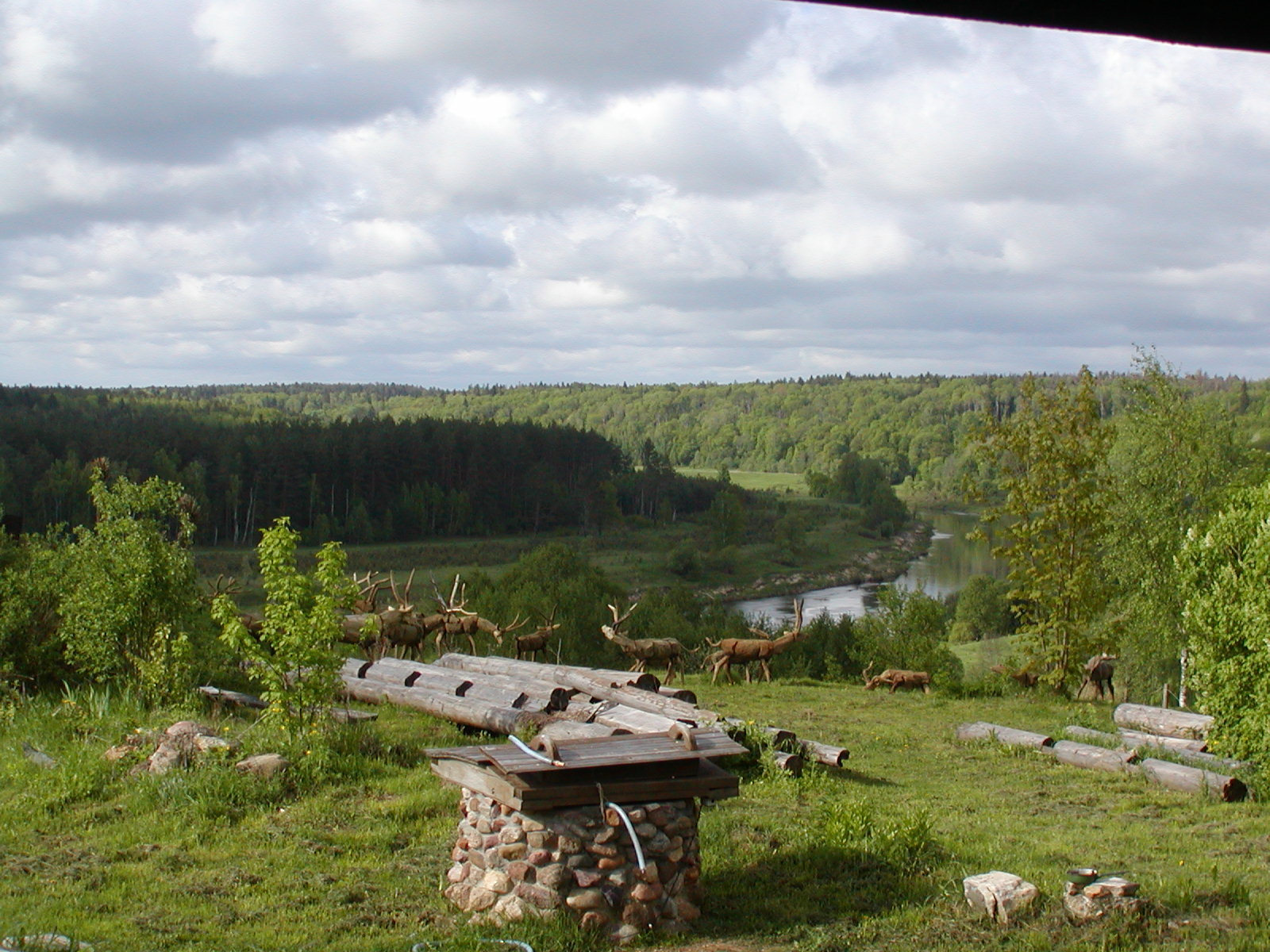
Вид на Угру из окна дома Николая Полисского в Никола-Ленивце (2012). На среднем плане — «стадо» деревянных оленей, ранее вошедших в инсталляции Полисского «Охотничьи трофеи» (2010) и «Святилище Никола-Ленивец» (2011)

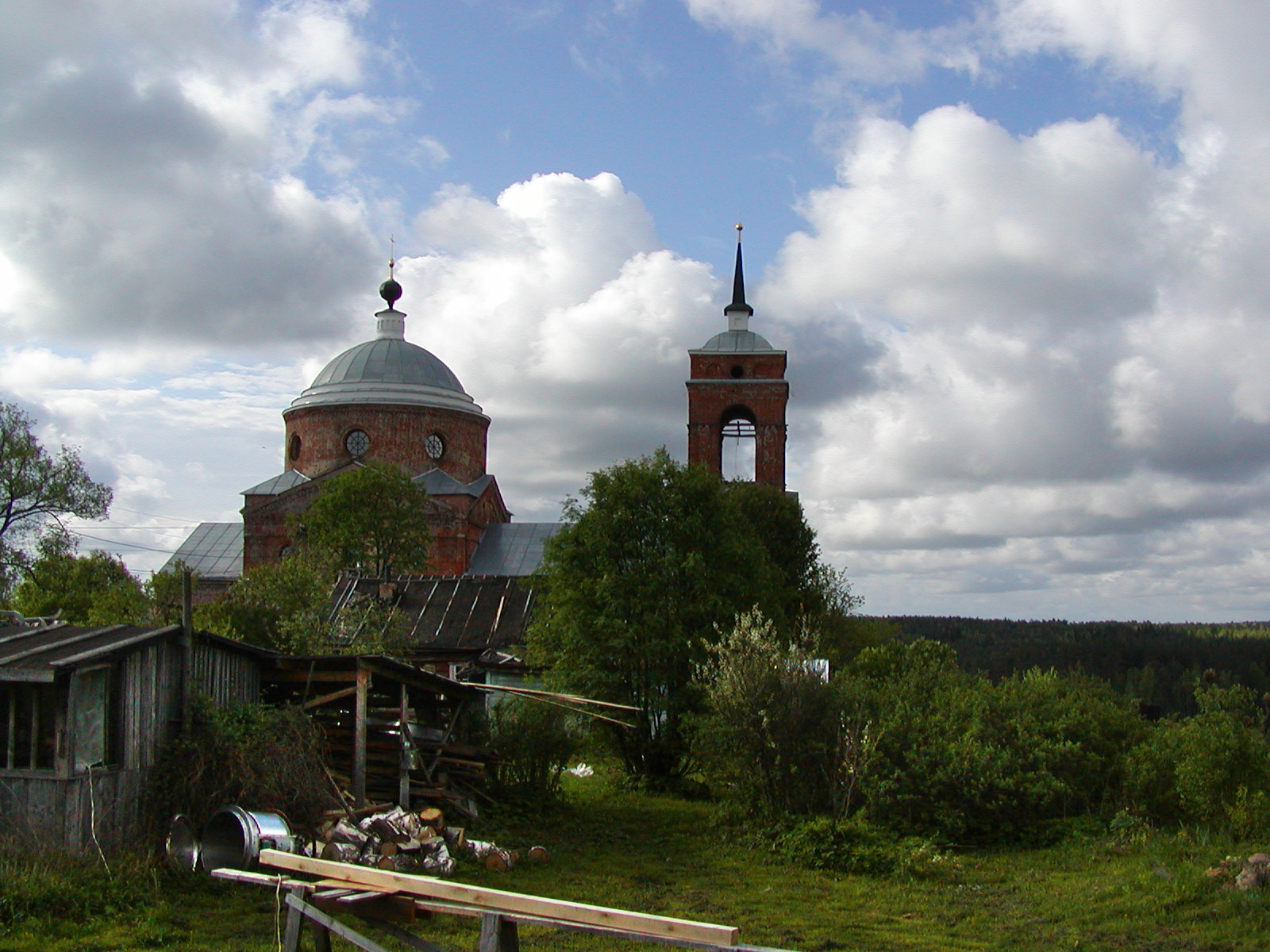
Вид из того же окна на Троицкую церковь. 2012

В 1989 году после возвращения с выставки «Митьки в Париже» по приглашению Василия Щетинина стал приезжать в деревню Никола-Ленивец в Калужской области, где в 1994 году построил собственный дом.
В 1997 году московская фракция «Митьков» при кураторстве Марата Гельмана провела на Манежной площади в Москве новогоднюю акцию «Митьковская ёлочка». Петербургские «митьки» в это время жили напротив Манежной площади в гостинице «Москва» и, решив, что москвичи «зарвались», прислали директору «Митьков» Сергею Лобанову «чёрную метку» — сообщили ему, что он уволен и больше не имеет права называться «митьком». «В этот момент, — вспоминал позже Полисский, — я сказал: „Всё, ребята“».
Полисский полностью отошёл от «Митьков», продолжая после этого заниматься пейзажной живописью, и спустя несколько лет дал «Митькам» нелицеприятную оценку:
Неужели о митьках помнят? Митьки — это весёлая пьяная юность, я о ней не жалею. Но, конечно, сейчас говорить о митьках можно только в историческом контексте. <…> Я счастлив, что Митя [Шагин] не поддался на мои притязания править митьками по типу серого кардинала. Не согласился на роль английской королевы. Я ему очень благодарен, что занялся собственной жизнью. А Митька сейчас — единственный профессиональный пенсионер митьковского движения, который пользуется благами от митьковства. Митьки ведь обезличенные — знамениты только Шагин и Шинкарёв. Что от митьков осталось? Кое-какая графика Голубева да литературные произведения Володи Шинкарёва. Легенда осталась. Но материального подтверждения нету. Искусства митьки не создали. <…> Кто такой митёк? Дурашливый раздолбай. Митёк — это герой 1980—1990-х. У Володи Шинкарёва было всё сказано: «На красный террор ответим белой горячкой».
В конце 1990-х годов Полисский пережил тяжёлый творческий кризис, который к концу 1999 года обернулся переходом художника в новое качество:
Я вдруг понял, что превращаюсь в какое-то животное, вечно пережёвывающее краску. Вроде всё было хорошо: мои картины продавались, я преподавал в Московском технологическом институте лёгкой промышленности, но при этом чувствовал, что прочно упираюсь головой в потолок. Я видел, что есть другое искусство, но не знал, как в него войти. Идея пришла, когда я ехал на машине в Нижний Новгород. Как раз выпало очень много снега, и я почему-то задумался о том, как много снеговиков можно из него слепить. И вдруг понял, что это не просто мысль. Это проект.
Резкое изменение жизнедеятельности имело семейный и социальный аспект:
Дома поначалу женщины рыдали, дети плакали: «Папа сошёл с ума!» Ведь я оставил престижное занятие живописью и занялся чем-то очень странным, чего никто у нас не делал…

На выставке «Арт-Манеж» 2002 года Полисский, на время вернувшийся к живописи, сделал инсталляцию в виде пирамиды, повторяющей очертания «Сенной башни», из собственных новых картин.
В июле 2011 года вёл переговоры с екатеринбургским заводом «Вторчермет» об одном или нескольких объектах из металлолома в Екатеринбурге в рамках III фестиваля парковой скульптуры (17—31 августа 2011 года). Никаких публичных сообщений об участии Полисского в екатеринбургском фестивале или объектах художника в Екатеринбурге после этого не было.
В интервью 2010 года журналу «Артхроника» пятидесятитрёхлетний Полисский подвёл предварительные итоги своей жизни и сказал о предстоящей старости:
Я же художник XXI века, с 2000 года веду своё летоисчисление. Я идеалист. Хотя по прошествии времени мне предъявляют претензии, что я слишком всё рационально выстроил. Но я никогда не выстраивал ни свою жизнь, ни карьеру. Конечно, нужно свою жизнь придумать так, чтобы гармонично получилось со старостью и с деньгами. <…> Я думаю, что [старости] особо не будет. Есть всё-таки такой план — упасть стоя. Я не мыслю себя в забвении, дряхлости, просто не хватит времени. На старость я пока не выделяю никаких ресурсов.

Успешность Полисского-художника лэнд-арта, как правило, заставляет задумываться о том, что представлял собой Полисский-живописец до 2000 года — тем более что сам Полисский не любит об этом вспоминать. Типичный пассаж обычного, вполне расположенного к Полисскому, журналиста из корпоративного журнала выглядит так:
Николай Полисский до недавнего времени был обычным художником. Не очень успешным, надо полагать.

### Полисский и местные жители
Уже в самом начале своих лэнд-артовских проектов Полисский начал сотрудничать с местными жителями. Сам масштаб этих работ (сотни снеговиков, тонны сена, десятки кубометров дров), в отличие от традиционной живописи, не позволял работать в одиночестве. Естественным было работать с жителями окрестных деревень, а не привлекать гастарбайтеров.
Началось всё со снеговиков, когда зимой мы с друзьями-художниками и деревенскими вылепили на склоне Угры больше сотни снеговиков. В самом начале у местных было некоторое недоумение — зачем всё это? Но сама тема — игровая, традиционная, детская — снимала этот вопрос. Все восприняли это как весёлую зимнюю игру и с большим удовольствием приходили лепить. И даже получали некоторое вознаграждение — художники ведь тоже получают какие-то гонорары. На проекте со снеговиками всё и определилось: и взаимопонимание, и взаимоотношения, и команда помощников-конструкторов. А на строительство сенной башни приезжали уже волонтёры, группы человек по тридцать, которые бесплатно два раза в неделю помогали нам укладывать сено. Всем было очень весело — работала в основном молодёжь — все как-то радостно отмечали, как день ото дня растёт башня. Эстетический момент в работе был очень важным.

## Творчество

### Лэнд-арт, паблик-арт и инсталляции скульптур из природных материалов

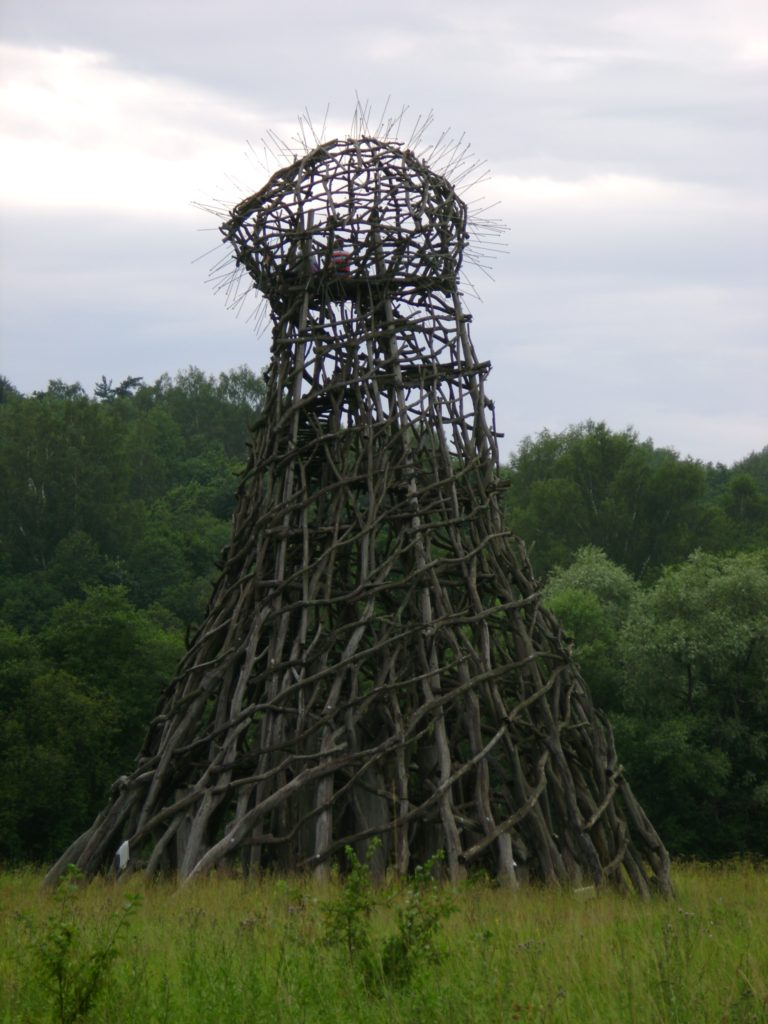
«Маяк на Угре» (2004) в Парке «Никола-Ленивец»

Всё пошло от естественного материала, всё началось <…> со снеговиков. Снег — бесплатный материал. И его много. И из него так и хотелось что-то сделать. А потом снег растаял, и появилась трава. Захотелось что-то сделать из травы, из сена (другое дело, что его пришлось потом прикупить). Затем подумал о другом природном материале — о дереве… <…> Основа проектов — материал. Мне нравится, что критики и искусствоведы находят в этих работах какие-то вторичные и третичные смыслы. Это подтверждает правильность изначального замысла.

В этой сфере образование у меня не было систематическим. Что-то, конечно, видел, что-то слышал. Но ведь что-то и откладывается в подкорке. Я перед собой не ставил задачи — займусь-ка лэнд-артом. Просто я всегда любил природу и как живописец до безумия писал разные пейзажи. А потом подумал: а не начать ли работать в самом этом пространстве и с элементами этого пространства? Оказалось, это возможно.

#### «Сенная башня»
О возникновении замысла «Сенной башни», которая существенно отличалась от предыдущего проекта «Снеговики», Полисский сказал:
…В таком месте, как Никола-Ленивец, где как бы объединились все красоты русской природы, которые всегда любили наши художники, — живописный поворот реки, заливной луг, дальний лесок, церковь на горке — хотелось поставить что-то значительное, что-то архаичное.

#### «Границы империи»

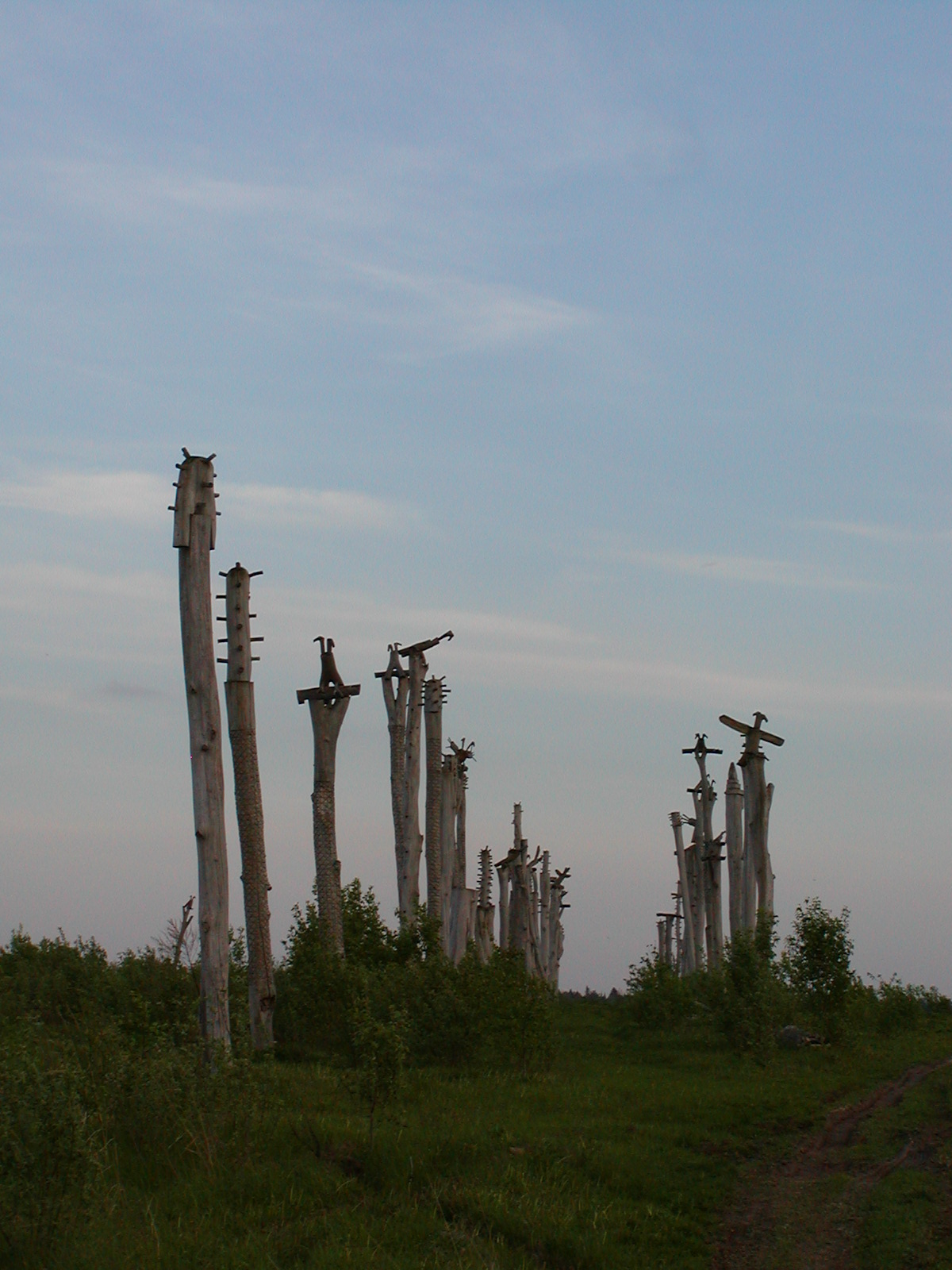
«Границы империи» (2007) в Парке «Никола-Ленивец»

#### «Пермские ворота»

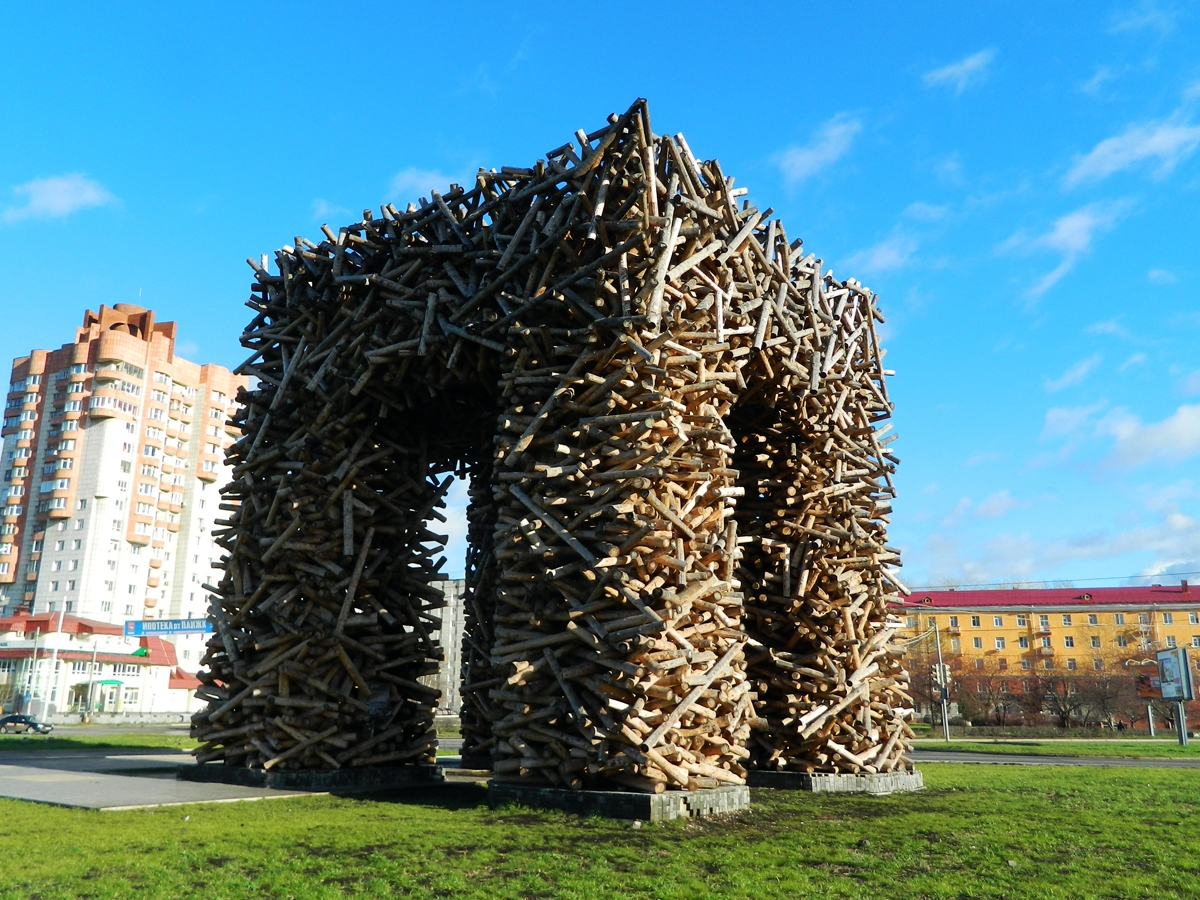
«Пермские ворота» (2011) в Перми

#### «Колонна из виноградного дерева»
«Колонна из виноградного дерева» была создана в 2002 года в городе Ди (Франция) в рамках фестиваля Est-Ouest. Инженерным обеспечением «Колонны из виноградного дерева» занимался Михаил Буланенков.
Ирина Кулик написала о «Колонне из виноградного дерева»:
Причудливая резьба, испещрившая монументальную колонну, на самом деле всего лишь изгибы сухой виноградной лозы, из которой сплетено это сооружение. <…> …Постройка из лозы во французском городе Ди кажется колонной Траяна в интерпретации Гауди

#### «Политехнические ворота»

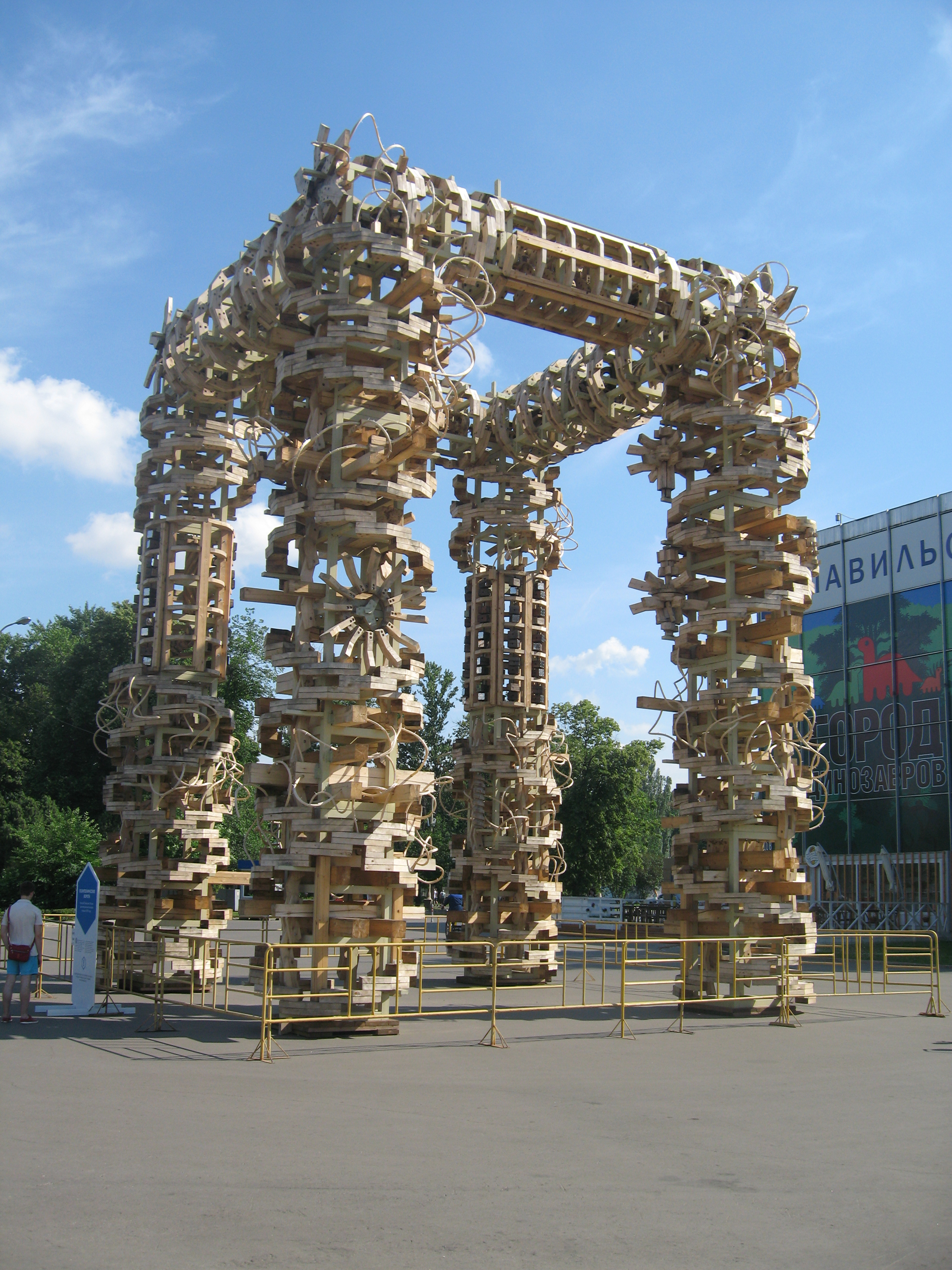
«Политехнические ворота» на ВДНХ

«Политехнические ворота» были созданы и установлены в 2015 году недалеко от павильона «Транспорт» на ВДНХ, где в то время располагалась экспозиция закрытого на реконструкцию Политехнического музея. Высота — 12 метров. Экспозиция выполнена из металла и дерева, а буква П «напоминает спираль ДНК».

## Семья
- Сын — Иван Николаевич Полисский[9].

## Известные произведения

### Лэнд-арт, паблик-арт и инсталляции скульптур из природных материалов
- 2018 — «Священный табун мифических лошадей» (Республика Саха (Якутия), с. Владимировка)[10]
- 2014 — «Чермянка» (Москва, район Отрадное)
- 2013 — «Бобур» (Калужская область, Парк «Никола-Ленивец»)
- 2012 — «Вселенский разум» (Калужская область, Парк «Никола-Ленивец»)
- 2012 — «Парад снеговиков» (Пермь, площадь перед гостиницей «Урал»)
- 2011 — «Пермские ворота» (Пермь; снесено в 2024 году)
- 2011 — «Сотворение мира» (Москва, Парк Горького)
- 2010 — «Спутник» (Франция, Дюнкерк)
- 2010 — «Охотничьи трофеи» (Франция, Париж, отель Le Royal Monceau[фр.])
- 2010 — «Снеговики»
- 2009 — «Ослепительная машина»
- 2009 — «Гиперболоидная градирня» («Вулкан») (Калужская область, Парк «Никола-Ленивец»)
- 2009 — «Большой адронный коллайдер» (Люксембург, Mudam[фр.])
- 2008 — «Жар-птица» (Калужская область, Парк «Никола-Ленивец»)
- 2008 — «Грачи прилетели» (Калужская область, Парк «Никола-Ленивец»)
- 2007 — «Границы империи» (Калужская область, Парк «Никола-Ленивец», фестиваль «Архстояние»)
- 2006 — «Парк на один день» (Московская область, Воскресенск, усадьба Кривякино)
- 2006 — «ВАлЯТЬ сНЕЖНОГО ДУРАКА» (Москва, Арбат)
- 2005 — «Лихоборские ворота» (совместно с Галиной Лихтеровой; Москва, Алтуфьевское шоссе; снесено в 2024 году)
- 2005 — «Байконур» (Москва, Третьяковская галерея, 1 Московская биеннале современного искусства)
- 2005 — «ВАлЯТЬ сНЕЖНОГО ДУРАКА» (Москва, Арбат)
- 2004 — «Нижегородская горка» (совместно с Александром Пановым; Нижний Новгород)
- 2004 — «Маяк на Угре» (Калужская область, Парк «Никола-Ленивец»)
- 2003 — «Арт-базар» (совместно с Александром Пановым; Московская область, бывший пансионат «Клязьминское водохранилище», фестиваль «Арт-Клязьма»)
- 2003 — «Ампирная колонна» (Москва, ЦВЗ «Манеж», ярмарка «Арт-Манеж»)
- 2003 — «Медиа-башня» (Калужская область, Парк «Никола-Ленивец»)
- 2002 — «Дровник» (Калужская область, Парк «Никола-Ленивец»)
- 2002 — «Акведук» (Калужская область, Парк «Никола-Ленивец»)
- 2002 — «Колонна из виноградного дерева» (Франция, Ди, фестиваль Est-Ouest)
- 2001 — «Сенная башня» (Калужская область, Парк «Никола-Ленивец»)
- 2000 — «Снеговики» (Калужская область, Парк «Никола-Ленивец»)

## Выставки

### Персональные выставки
- 2009 — Музей современного искусства Mudam, Люксембург (с инсталляцией «Большой адронный коллайдер»).
- 2008 — Русский павильон, XI Архитектурная биеннале, Венеция.
- 2004 — «Башни», Димитровградский краеведческий музей, Димитровград; Ульяновский областной музей народного творчества, Ульяновск.
- 2002 — «Башня» (совместно с Константином Батынковым; De Moscou, Центр современного искусства Quartier, Кемпер, Франция)
- 1997 — «Двадцать видов реки Угры», Центральный дом художника, Москва.
- 1991 — Галерея XXI, Мадрид, Испания.

### Групповые выставки
- 2008 — «Русское бедное», Речной вокзал, Пермь.
- 2006 — Конкурс Владимира Потанина «Меняющийся музей в меняющемся мире», Московская область, Воскресенск, усадьба Кривякино (с проектом «Парк на один день»).
- 2005 — 1 Московская биеннале современного искусства, Москва, Третьяковская галерея (с проектом «Байконур»).
- 2005 — 1 Московская биеннале современного искусства, фестиваль «Арт-Клязьма», Московская область (с проектом «Горка-лабиринт», совместно с Александром Пановым и Никола-Ленивецкими промыслами).
- 2004 — Фестиваль «Арт-Клязьма», Московская область (с проектом «Арт-базар-2», совместно с Александром Пановым и Никола-Ленивецкими промыслами).
- 2003 — «Артконституция», выставка галереи Петра Войса, Московский музей современного искусства.
- 2002 — Выставка российской фотографии на стенде галереи Сarre Noir, Paris Photo-2002, Париж
- 2002 — Современная российская фотография. Второй международный фестиваль фотографии PRO Зрение, Нижний Новгород
- 2002 — IV Международный месяц фотографии в Москве Фотобиеннале-2002, ЦВЗ «Манеж», Москва; мастерские «Арт-Москвы», Центральный дом художника, Москва
- 2001 — Ярмарка «Арт-Москва», Центральный дом художника, Москва
- 1999 — «Маниловский проект» (совместно с Константином Батынковым и Сергеем Лобановым), Токо-Тауэр, Москва
- 1999 — Инсталляция «Храм уединенного размышления» (совместно с Константином Батынковым и Сергеем Лобановым), в рамках акции «Маниловский проект», Галерея Марата Гельмана, Москва
- 1997 — «Водка» (в составе группы «Митьки»), Галерея Марата Гельмана, Москва; Московский международный форум художественных инициатив, Новый Манеж, Москва
- 1997 — «Митьки — флоту» (в составе группы «Митьки»). Центральный военно-морской музей, Санкт-Петербург
- 1996 — Ярмарка «Арт-Москва», Центральный дом художника, Москва (в составе группы «Митьки»)
- 1996 — «Митьки», «Арт-Россия», Центральный дом художника, Москва
- 1993 — «Митьки», ретроспективная выставка к 10-летию движения, Русский музей, Санкт-Петербург
- 1990 — «Логика парадокса» (в составе группы «Митьки»), Дворец молодежи, Москва
- 1989 — «Митьки в Европе», Кёльн, Париж, Антверпен

## Акции
- 2006 — «Укрощение огня, или Русский космизм» (совместно с Германом Виноградовым), Калужская область, Никола-Ленивец.
- 2004 — Масленица в Никола-Ленивце (совместно с Германом Виноградовым, Александром Шабуровым и жителями деревни Никола-Ленивец), Калужская область, Никола-Ленивец.
- 2004 — «Маяк на Угре-2» (совместно с Вячеславом Мизиным, Александром Пановым, Асей Силаевой, Константином Скотниковым, Александром Шабуровым, Калужская область, Никола-Ленивец.
- 1997 — «Митьки. Генеральный штаб» (в составе группы «Митьки»). Акция на Гоголевском бульваре, Москва
- 1997 — «Митьковская ёлочка», новогодний праздник на Манежной площади, Москва
- 1995—1996 — Выставка-акция «Как рисовать лошадь», Манеж Сокорос, Центральный дом художника, Москва

## Местонахождение произведений

### Лэнд-арт, паблик-арт и инсталляции скульптур из природных материалов
- Парк «Никола-Ленивец», Калужская область — «Маяк на Угре», «Границы империи», «Жар-птица», «Вселенский разум».
- Парк «Чермянка», Москва — арт-объект из лозы.
- Mudam[фр.], Люксембург — «Дробилка кварков» (фрагмент «Большого адронного коллайдера»)[11].
- Отель Le Royal Monceau[фр.], Париж — «Охотничьи трофеи».

#### Снесённые
- Алтуфьевское шоссе, Москва — «Лихоборские ворота».
- Сквер 250-летия Перми («Сад камней»), Пермь — «Пермские ворота».

## Цитаты
Григорий Ревзин:
Иван Крамской, художник, чьё перо было несколько точнее кисти, написал про великого русского пейзажиста Ивана Шишкина: «Шишкин — верстовой столб русского пейзажа». Имелось в виду, что до Шишкина и после русский пейзаж — два разных вида искусства. До него пейзаж это приличная картинка над столом в кабинете. После — эпический образ России, предмет национальной гордости. Вспоминая эту цитату, скажу, что Николай Полисский — верстовой столб русского лэнд-арта. До него — это опыты художественных маргиналов. После — ландшафтные фестивали, собирающие многотысячные толпы людей. Это принципиальный сдвиг в структуре функционирования  современного искусства в России. Поэтому — верстовой столб.

## Награды и премии
- 2009 — финалист премии Кандинского с проектом «Большой адронный коллайдер»[13]
- 2010 — первая премия выставки-конкурса «Ландшафтная архитектура. Взгляд из дома» в номинации «Арт-объект» с проектом «Спутник. Космическая археология» (Москва, «Дом на Брестской»)[14].

### Альбомы, каталоги
- Каталог российской экспозиции 11-й архитектурной биеннале в Венеции: В 4 т. Т. 4: Каталог персональной выставки Николая Полисского / Министерство культуры Российской Федерации; специальный выпуск журнала «Проект Классика»; под. ред. Григория Ревзина и Павла Хорошилова. — [Б. м.], 2008.

### Интервью
- Боде Михаил. «Место моих произведений — в памяти» Архивная копия от 20 апреля 2015 на Wayback Machine // Русский журнал. — 2 октября 2001 года.
- Хопта Юлия. Артельное искусство Архивная копия от 7 мая 2012 на Wayback Machine // Загородное обозрение. — 25 февраля 2007 года.
- Фролова Анастасия. Николай Полисский: «На лэнд-арт нужна мода» Архивная копия от 3 мая 2009 на Wayback Machine // Новая Рига. — 2008.
- Орлова Милена. Николай Полисский: да, мы ученые, но из деревни Архивная копия от 14 декабря 2014 на Wayback Machine // Коммерсантъ. — № 82/В (4137). — 12 мая 2009 года.
- Хлебникова Вероника. Николай Полисский: «Дизайн — это не здесь» // Газета. — 28 июля 2009 года.
- Орлова Ольга. Николай Полисский: «Главное — не обучить, а побудить к действию» // ЭКА.ru. — 24 августа 2009 года.
- Федотова Елена. Николай Полисский: «Нужно быть тираном, а не хочется» Архивная копия от 5 марта 2016 на Wayback Machine // Артхроника. — 1 февраля 2010 года.
- Овчинникова Наталья. «Я ведь маленькое-то не делаю» // Соль. — 28 апреля 2010 года.
- Интервью порталу ARTandYou.ru // ARTandYou.ru. — 17 апреля 2011 года.
- Малкис Людмила. «Архстояние» и Николай Полисский // Архилюди.ру. — 17 мая 2011 года.
- Овчинникова Наталья. «Лэнд-арт умер» (недоступная ссылка) // Соль. — 12 октября 2011 года.
- Вяхорева Виктория. «Вселенский разум». Огромный мозг, концерт The Orb и шаманские обряды в Никола-Ленивце // Афиша. — 3 июля 2012 года.

### Статьи
- Ромер Фёдор. Никола-неленивец (недоступная ссылка) // Еженедельный журнал. — № 032. — 19 августа 2002 года.
- Кулик Ирина. Облако, озеро, башня. Николай Полисский Архивная копия от 3 мая 2012 на Wayback Machine // Проект Классика. — X-MMIV. — 29 апреля 2004 года.
- Хопта Юлия. Артельное искусство Архивная копия от 7 мая 2012 на Wayback Machine // Загородное обозрение. — 25 февраля 2007 года.
- Соколов-Митрич Дмитрий. Мужики летят на биеннале Архивная копия от 26 апреля 2015 на Wayback Machine // Русский репортёр. — № 7 (37). — 28 февраля 2008 года.
- Индико Александр. Душа снеговика (недоступная ссылка) // Норильский никель. — 2008. — № 2 (41). — Март—апрель.
- Сурков Владислав. Полисский въезжает Архивная копия от 3 августа 2015 на Wayback Machine // Артхроника. — 2008. — № 6.
- Гельман Марат. Без названия // Живой журнал. — 28 мая 2008 года.
- Вольфсон Юлия. Ответ кремлёвскому политтехнологу В. Ю. Суркову на его статью о художнике Н. Полисском // Живой журнал. — 30 мая 2008 года.
- Бавильский Дмитрий. Культурная политика Архивная копия от 8 июля 2012 на Wayback Machine // Взгляд.ру. — 3 июня 2008 года.
- Ашкеров Андрей. Сурков и вопросы искусствознания Архивная копия от 5 января 2012 на Wayback Machine // Русский журнал. — 7 июня 2008 года.
- Ревзин Григорий. Николай Полисский и русская архитектура Архивная копия от 7 марта 2012 на Wayback Machine // Каталог российской экспозиции 11-й архитектурной биеннале в Венеции: В 4 т. Т. 4: Каталог персональной выставки Николая Полисского / Министерство культуры Российской Федерации; специальный выпуск журнала «Проект Классика»; под. ред. Григория Ревзина и Павла Хорошилова. — [Б. м.], 2008. — С. 8—10.
- Кулик Ирина. Явление народа // Каталог российской экспозиции 11-й архитектурной биеннале в Венеции: В 4 т. Т. 4: Каталог персональной выставки Николая Полисского / Министерство культуры Российской Федерации; специальный выпуск журнала «Проект Классика»; под. ред. Григория Ревзина и Павла Хорошилова. — [Б. м.], 2008. — С. 12—14.
- Хроника Николая Полисского // Каталог российской экспозиции 11-й архитектурной биеннале в Венеции: В 4 т. Т. 4: Каталог персональной выставки Николая Полисского / Министерство культуры Российской Федерации; специальный выпуск журнала «Проект Классика»; под. ред. Григория Ревзина и Павла Хорошилова. — [Б. м.], 2008. — С. 142—144.
- Дмитриева И. Грачи улетели // Технологии строительства. — 2009. — № 2 (64).
- Москвичёва Мария. Искусство принадлежит огороду! Архивная копия от 5 марта 2016 на Wayback Machine // Московский комсомолец. — № 25080. — 17 июня 2009 года.
- Федоренко Мария. «Механический лес», «Гиперболоидная градирня» и другие объекты на фестивале «Архстояние» // Сноб. — 27 июля 2009 года.
- Малькова Наталья. Сучковатый арт // Русский пионер. — 12 мая 2010 года.
- Ромер Фёдор. Месье Николя. Калужская арт-артель покорила Францию // Культура. — № 45 (7757). — 2—8 декабря 2010 года.
- Мартынова Анастасия, Лапшов Олег, Сускин Алексей, Быков Николай. Никола-Ленивец — деревушка Калужской области — превратилась в центр современной архитектуры // ТВ Центр. — 23 февраля 2011 года.
- Курбатов А. А. Нет повести запутанней на свете, чем повесть о… Архивная копия от 14 июня 2015 на Wayback Machine // Территория и планирование. — 2011. — № 1 (31).
- Шакшина Екатерина. Лэнд-артист приехал в «ЛОМ» Архивная копия от 4 марта 2016 на Wayback Machine // Вечерний Екатеринбург. — 8 июля 2011 года.
- Корсаков Андрей. Николай Полисский. Русский народный land art — это прикольно! Архивная копия от 7 декабря 2011 на Wayback Machine // AdIndex.ru. — 1 августа 2011 года.
- Коробова Капитолина. Тропа, ведущая к капищу: красиво и загадочно Архивная копия от 14 июня 2015 на Wayback Machine // Весть. — № 399—402 (7214—7217). — 27 октября 2011 года.
- Курдюкова Дарья. Вулкан в поле, маяк на Угре. К 55-летию художника Николая Полисского (недоступная ссылка) // НГ Антракт. — 20 января 2012 года.
- Гогитидзе Ксения. Николай Полисский: искусство существует вопреки всему Архивная копия от 9 июля 2012 на Wayback Machine // Русская служба Би-би-си. — 6 июля 2012 года.